# Olibrus decoloratus
Olibrus decoloratus is een keversoort uit de familie glanzende bloemkevers (Phalacridae). De wetenschappelijke naam van de soort werd in 1916 gepubliceerd door Thomas Lincoln Casey.